# Ranalli
Ranalli è il nome di un'antica ed illustre famiglia baronale originaria dell'Abruzzo. 
Tale cognome è una variante del ceppo "Rinaldi". 
L'origine del cognome di base (presente nelle forme "Rainaldus" e poi "Rinaldus" e "Ranaldus") è attestato in Italia a partire dal IX secolo. 
Si tratta di un nome proprio di origine germanica, composto da un primo elemento "ragan-" ( con significato di consiglio, decisione) e da un secondo elemento "waldas" (con significato di potente, capo).
Fino al settembre del 1950 i baroni Ranalli risiedevano nel borgo medievale di Faraone Antico, in provincia di Teramo, quando un terremoto distrusse l'intero castello e la Chiesa della Santissima Misericordia.
Attualmente i discendenti risiedono a Faraone Nuovo e possiedono numerosi territori oltre al titolo nobiliare.
Stemma: d'azzurro al monte ristretto di tre cime di verde, accompagnato in punta da un lambello di 5 pendenti di rosso e cimato da tre spighe in ventaglio, d'oro accostate ai lati da un lambello di tre pendenti di rosso e sormontate da un solo meriggio d'oro, accostato da ciascun lato da una stella di 8 raggi dello stesso.